# Ивашково (Костромская область)
Ивашково — деревня в Ореховском сельском поселении Галичского района Костромской области России.

## История
Согласно Спискам населенных мест Российской империи в 1872 году деревня относилась к 1 стану Буйского уезда Костромской губернии. В ней числился 3 двора, проживало 9 мужчин и 14 женщин.
Согласно переписи населения 1897 года в деревне проживало 42 человека (20 мужчин и 22 женщины).
Согласно Списку населенных мест Костромской губернии в 1907 году деревня относилась к Ликургской волости Буйского уезда Костромской губернии. По сведениям волостного правления за 1907 год в ней числилось 8 крестьянских дворов и 53 жителя. Основными занятиями жителей деревни, помимо земледелия, были работа плотниками и транспорт.
До муниципальной реформы 2010 года деревня также входила в состав Ореховского сельского поселения Галичского района.

## Известные люди
В селе родилась Лидия Павловна Иванова (1915—1979) — новатор сельского хозяйства, бригадир бригады доярок в учебном хозяйстве «Караваево» Костромского района Костромской области, дважды Герой Социалистического Труда (1948, 1951).

## Население
| 2008 | 2010 | 2012 | 2014 |
| ---- | ---- | ---- | ---- |
| 0    | →0   | →0   | →0   |